# ناکاساتو، آئوموری
ناکاساتو، آئوموری (به لاتین: Nakasato) یک منطقهٔ مسکونی در ژاپن است که در ناحیه توهوکو واقع شده‌است. ناکاساتو ۱۰٬۳۸۴ نفر جمعیت دارد.